# 1993年全豪オープン
1993年 全豪オープン（1993ねんぜんごうオープン、Australian Open 1993）は、オーストラリア・メルボルンにある「メルボルン・パーク・ナショナルテニスセンター」にて、1993年1月18日から31日にかけて開催された。

## シード選手

### 男子シングルス
1. ジム・クーリエ　（優勝、大会2連覇）
2. ステファン・エドベリ　（準優勝）
3. ピート・サンプラス　（ベスト4）
4. ボリス・ベッカー　（1回戦）
5. （大会開始前に棄権）
6. マイケル・チャン　（2回戦）
7. ペトル・コルダ　（ベスト8）
8. イワン・レンドル　（1回戦）
9. リカルド・クライチェク　（2回戦）
10. ウェイン・フェレイラ　（4回戦）
11. ギー・フォルジェ　（ベスト8）
12. カルロス・コスタ　（3回戦）
13. マラビーヤ・ワシントン　（4回戦）
14. ミヒャエル・シュティヒ　（ベスト4）
15. セルジ・ブルゲラ　（4回戦）
16. アレクサンドル・ボルコフ　（3回戦）
17. トーマス・ムスター　（2回戦）　［第5シードが棄権のため繰り上げ］

### 女子シングルス
1. モニカ・セレシュ　（優勝、大会3連覇）
2. シュテフィ・グラフ　（準優勝）
3. ガブリエラ・サバティーニ　（ベスト4）
4. アランチャ・サンチェス・ビカリオ　（ベスト4）
5. メアリー・ジョー・フェルナンデス　（ベスト8）
6. コンチタ・マルチネス　（4回戦）
7. ジェニファー・カプリアティ　（ベスト8）
8. ヤナ・ノボトナ　（2回戦）
9. マニュエラ・マレーバ・フラニエール　（4回戦）
10. マリー・ピエルス　（ベスト8）
11. アンケ・フーバー　（4回戦）
12. ロリ・マクニール　（2回戦）
13. ナタリー・トージア　（4回戦）
14. カテリナ・マレーバ　（4回戦）
15. マグダレナ・マレーバ　（4回戦）
16. ジーナ・ガリソン　（3回戦）

## 大会経過

### 男子シングルス
準々決勝
- ジム・クーリエ vs.  ペトル・コルダ　6-1, 6-0, 6-4
- ミヒャエル・シュティヒ vs.  ギー・フォルジェ　6-4, 6-4, 6-4
- ピート・サンプラス vs.  ブレット・スティーブン　6-3, 6-2, 6-3
- ステファン・エドベリ vs.  クリスチャン・ベルグストロム　6-4, 6-4, 6-1

準決勝
- ジム・クーリエ vs.  ミヒャエル・シュティヒ　7-6, 6-4, 6-2
- ステファン・エドベリ vs.  ピート・サンプラス　7-6, 6-3, 7-6

### 女子シングルス
準々決勝
- モニカ・セレシュ vs.  ジュリー・アラール　6-2, 6-7, 6-0
- ガブリエラ・サバティーニ vs.  マリー・ピエルス　4-6, 7-6, 6-0
- アランチャ・サンチェス・ビカリオ vs.  メアリー・ジョー・フェルナンデス　7-5, 6-4
- シュテフィ・グラフ vs.  ジェニファー・カプリアティ　7-5, 6-2

準決勝
- モニカ・セレシュ vs.  ガブリエラ・サバティーニ　6-1, 6-2
- シュテフィ・グラフ vs.  アランチャ・サンチェス・ビカリオ　7-5, 6-4

## 決勝戦の結果
- 男子シングルス： ジム・クーリエ vs.  ステファン・エドベリ　6-2, 6-1, 2-6, 7-5
- 女子シングルス： モニカ・セレシュ vs.  シュテフィ・グラフ　4-6, 6-3, 6-2
- 男子ダブルス： ダニー・ヴィッサー＆ ローリー・ウォーダー vs.  ジョン・フィッツジェラルド＆ アンダース・ヤリード　6-4, 6-3, 6-4
- 女子ダブルス： ジジ・フェルナンデス＆ ナターシャ・ズベレワ vs.  パム・シュライバー＆ エリザベス・スマイリー　6-4, 6-3
- 混合ダブルス： トッド・ウッドブリッジ＆ アランチャ・サンチェス・ビカリオ vs.  リック・リーチ＆ ジーナ・ガリソン　7-5, 6-4